# Friend Husband (film 1918 Badger)
Friend Husband è un film muto del 1918 diretto da Clarence G. Badger.

## Produzione
Il film fu prodotto dalla Goldwyn Pictures Corporation. Venne girato nel New Jersey.

## Distribuzione
Distribuito dalla Goldwyn Distributing Company, il film uscì nelle sale cinematografiche USA il 4 agosto 1918.
In aprile era già uscito un altro Friend Husband, un cortometraggio comico prodotto da Mack Sennett, dal soggetto completamente diverso.